# William Daniel Phillips
William Daniel Phillips (Wilkes-Barre, EUA 1948) és un físic i professor universitari estatunidenc guardonat amb el Premi Nobel de Física l'any 1997.

## Biografia
Va néixer el 5 de novembre de 1948 a la població de Wilkes-Barre, situada a l'estat nord-americà de Pennsilvània. Es llicencià en física al Juniata College l'any 1970, i el posteriorment aconseguí el seu doctorat en física a l'Institut Tecnològic de Massachusetts.
Actualment és professor de física a la Universitat de Maryland.

## Recerca científica
Inicialment interessat en el moment magnètic del protó dins l'aigua, treballà posteriorment en el condensat de Bose-Einstein.
Al costat de Claude Cohen-Tannoudji i Steven Chu desenvolupà mètodes de refrigeració dels àtoms mitjançant el làser. Així doncs emprant una matriu de feixos làser entrecreuats van crear un efecte que causava una reducció de la velocitat dels àtoms des de 4.000 quilòmetres per hora a prop d'un km/h, un fet descrit com si els àtoms es desplacessin per una densa melassa, i en el qual la temperatura dels àtoms frenats s'aproximava al zero absolut.
El 1997 fou guardonat, juntament amb Cohen-Tannoudji i Chu, amb el Premi Nobel de Física pels seus treballs pioners en el refredament d'àtoms utilitzant el làser.